# Oleksij Antonov
Oleksij Hennadijovyč Antonov (in ucraino Олексій Геннадійович Антонов?, in russo Алексей Геннадьевич Антонов?, Aleksej Gennad'evič Antonov; Pavlohrad, 8 maggio 1986) è un allenatore di calcio ed ex calciatore ucraino, tecnico del Čornomorec'.